# María Iordanidu
Maria Kriezi-Iordanidu (1897-6 de noviembre de 1989) fue una novelista griega. En sus obras hay inmediatez, estilo sencillo, diálogos animados y talante nostálgico.

## Biografía
Nació en Constantinopla en 1897, hija de Nikolaos Kriezis de Hidra, un ingeniero naval mercante y de la constantinopolita Eufrosini Magou. Permaneció durante 8 años en El Pireo para regresar nuevamente a Estambul donde estudió en el American College. En 1914 estaba en Batumi del entonces Imperio Ruso invitada por uno de sus tíos para unas vacaciones, pero se quedó allí imposibilitada para volver a su patria con el estallido de la Primera Guerra Mundial y la Revolución de Octubre. Permaneció allí durante cinco años y durante este tiempo asistió al liceo de Stavropol.

### Su matrimonio con Iordanis Iordanidis
En 1919 regresó a Estambul y trabajó para una empresa comercial estadounidense. En 1920 se trasladó a Alejandría, Egipto, donde entró en contacto con círculos intelectuales, se convirtió en miembro del Partido Comunista Egipcio y en 1923 se casó con Iordanis Iordanidis, profesor del Victoria College. Después de su matrimonio se mudó con su esposo y su madre a Atenas, donde trabajó en la embajada de la Unión Soviética. En 1931 se divorció de Iordanidis, con quien entre tanto había tenido dos hijos. En 1939 fue despedida de la embajada y reanudó sus clases de lengua extranjera. Durante la ocupación alemana, su casa fue destruida y fue perseguida y encarcelada en varios campos.
Debido a las circunstancias de su vida, Iordanidu adquirió una gran cantidad de habilidades lingüísticas y trabajó como empleada privada. Se hizo famosa en el campo literario con la obra Loxandra, que escribió a los 65 años, en 1962, y tuvo numerosas reimpresiones. Loxandra describe con gran vivacidad y humor las costumbres y la vida de los griegos de Cosnstantinopla y se basa en los recuerdos de Iordanidu antes de la Primera Guerra Mundial. Es esencialmente la historia de su abuela. Iordanidu describió su vida en Rusia en su libro Vacaciones en el Cáucaso (1965), mientras que en Como pájaros atolondrados (1978) habla de los años en Alejandría y Atenas durante el período de entreguerras. Su último trabajo es Nuestro patio (1981).
Sus trabajos fueron un gran éxito editorial. Fue galardonada en 1978 por el Patriarcado de Constantinopla con la Cruz de Oro y la Orden de la Señora del Trono Ecuménico. Murió el 6 de noviembre de 1989 y fue enterrada en el cementerio de Nueva Esmirna.
Sus obras han sido traducidas al español por Selma Ancira y publicadas por Editorial Acantilado:
Loxandra, Acantilado, Barcelona 2018.
Vacaciones en el Cáucaso, Acantilado, Barcelona 2020.
Como pájaros atolondrados, Acantilado, Barcelona 2023.